# Eva Lopez de Arroyabe
Eva Lopez de Arroyabe Saez de Maturana (Vitoria, 10 de diciembre de 1973) es una ganadera de la Llanada Alavesa, exdirectiva de la Unión Agroganadera de Álava. Primera mujer en presidir la Junta Administrativa de Larrea.

## Biografía
Nació en Vitoria en 1973 y creció en Ilarduya, lugar de origen de su familia materna, en contacto con la tierra y la ganadería. Estudió Secretariado de Dirección. Se trasladó a Larrea a vivir y trabajar. Es madre de dos hijos.

### Trayectoria profesional
En el año 2001 formó una sociedad civil con su pareja para gestionar una granja de vacuno lechero. En 2011, y durante cuatro años, pusieron en marcha un proyecto de comercialización del primer queso de vaca de Álava. Desde hace más de 10 años su granja participa en el programa “Nekazariak Eskolan”, una iniciativa de sensibilización en el entorno escolar (alumnado de 10 a 12 años) hacia un consumo agroalimentario local y responsable.

### Trayectoria sindicalista y asociativa
De 2007 a 2011 formó parte de la ejecutiva de UAGA y de la ejecutiva del sindicato agrario Euskal Herriko Nekazarien Elkartasuna (EHNE) y presidió el área de Igualdad de EHNE. Junto a sus compañeras Yolanda Urarte y Nieves Quintana, fueron las tres primeras mujeres en formar parte de la ejecutiva del sindicato agrario. Llevaron a cabo acciones para fomentar la igualdad de género en UAGA y en EHNE: protocolo de actuación para la participación de las mujeres baserritarras en la vida sindical, I Plan de igualdad, inicio de los trabajos del Estatuto de las Mujeres Agricultoras, cambio de denominación de UAGA (De Unión de Agricultores y Ganaderos de Álava a Unión Agroganadera de Álava).
De 2014 a 2016 fue vicepresidenta de la asociación de Mujeres Agrarias de Álava Gure Soroa y formó parte de la Comisión de mujeres rurales del País Vasco como representante de Gure Soroa.

### Trayectoria política
Comenzó su participación política a los 18 años en la Junta Administrativa de Ilarduya. En las elecciones a concejos de 2013 fue la segunda persona más votada en Larrea. Tras la renuncia del primero, asumió el cargo de regidora, convirtiéndose en la primera mujer en presidir la Junta Administrativa de Larrea, completando los cuatro años de mandato.
De junio de 2015 a enero de 2018 (baja voluntaria) fue procuradora en las Juntas Generales de Álava con el Grupo Euskal Herria Bildu por la circunscripción de Tierras Esparsas.
En 2016 fue candidata por Álava al Senado por EH Bildu. Desde octubre de 2016 a febrero de 2020 fue parlamentaria del Grupo Euskal Herria Bildu por Álava. Entre los temas de su actividad parlamentaria se encuentran el sector primario, medio rural, estatuto de las mujeres agricultoras, o comedores escolares.
En 2019, con el Grupo Euskal Herria Bildu, volvió a ser elegida procuradora en las Juntas Generales de Álava por la circunscripción de Tierras Esparsas. En mayo de 2022 fue propuesta por EH Bildu como candidata a diputada general de Álava. Las bases sociales del partido, ratificaron su candidatura con el 98,8% de los votos. El 4 de junio de 2022 presentó su candidatura en Araya, localidad del municipio de Aspárrena en la Llanada Alavesa. En las elecciones forales de mayo quedó segunda, a 1200 votos de Ramiro González (PNV), y se presentó como alternativa a González en el pleno de investidura.

## Premios y reconocimientos
- En 2018, 2017, 2009 y 2004 reciben el premio de vacuno de leche del concurso de explotaciones ganaderas en Álava.[26][27]
- 2011 – Mejor explotación ganadera de Álava de vacuno lechero.[28]
- 2011 – Finalista de los premios AMPEA a la mujer profesional del año.[29]